# Kurija biskupa Čolnića
Kurija biskupa Čolnića, građevina u mjestu Tupčina, u općini Žumberak.

## Opis
Kurija župnog dvora sagrađena je na rubu naselja Tupčina, 1752. g. Jednokatna zidanica zaključena je četverostrešnim krovištem. Unutar pravokutne osnove razvijen je barokni prostorni koncept sa središnjim salonom kojeg flankiraju dva manja bočna dok su u stražnjem dijelu još po dvije prostorije i stubište. Posebnost kurije je kapelica poligonalne osnove, čiji volumen je izvan osnovnog korpusa, a pristupa joj se iz bočnog salona. Kurija je vrijedan primjer barokne stambene arhitekture u presjeku srodne tipološke skupine na području kontinentalne Hrvatske. Ima očuvan izvorni prostorni ustroj, svodne konstrukcije, stolariju interijera, štuko dekoracije stropova te slikanu dekoraciju pročelja.	

## Zaštita
Pod oznakom Z-3926 zaveden je kao nepokretno kulturno dobro - pojedinačno, pravna statusa zaštićena kulturnog dobra, klasificirano kao "sakralna graditeljska baština".